# Macaense
Macaense (em chinês: 土生葡人; literalmente: portugueses nascidos na terra) não é um habitante e cidadão natural da Região Administrativa Especial de Macau da República Popular da China. É uma identidade etno-cultural mista, dos descendentes euroasiáticos de famílias com linhagem portuguesa enraizadas em Macau. Sendo mestiços e luso-descendentes, os macaenses são também designados por "filhos da terra" ou "nativos de Macau", para se distinguirem dos restantes naturais do lugar: os portugueses de Macau e os chineses de Macau, os dois outros grupos étnicos de cuja união os macaenses provêm. Além de antepassados portugueses, quase todos os macaenses têm antepassados chineses e uma boa parte deles têm também antepassados malaios, africanos (incluindo mestiços luso-africanos), cingaleses, indianos (ex: goeses católicos), japoneses, vietnamitas, tailandeses,
filipinos, timorenses e/ou brasileiros, constituindo por isso a síntese e o produto visível do intercâmbio inter-cultural entre o Ocidente e o Oriente. Para além dos antepassados portugueses, alguns macaenses também tinham antepassados oriundos de outros países europeus, tais como a Grã-Bretanha, a França e a Holanda.

## Definição e identidade macaense
O grupo étnico macaense é considerado mestiço, luso-descendente e euroasiático. A esmagadora maioria deles são católicos. Ser macaense é necessário (ou preferível) ter um conhecimento e contacto com as culturas macaense e portuguesa e saber falar também português (e/ou patuá macaense). Há autores que até exigem que ser macaense é necessário receber uma educação portuguesa de tipo ocidental, como é o caso de Carlos Augusto Gonçalves Estorninho, que defendeu em 1992 uma definição mais restrita do ser macaense: "os macaenses ‘filhos de Macau’ ou ‘filhos da terra’ só consideram seus conterrâneos os naturais de Macau em cujas veias corre sangue português, recente ou por mais remoto e diluído que seja com sangue afro-oriental, tenham mantido a nacionalidade portuguesa paterna, sejam baptizados como cristãos e tenham recebido nome português, se exprimam em português ou dialecto macaense, e, ainda, tenham frequentado uma escola portuguesa".
Geralmente, os "filhos da terra" tendem a adoptar Portugal como a sua Pátria, apesar de, em sua maioria, terem uma percentagem de sangue português irrelevante. Eles são considerados como portugueses por ascendência ou luso-descendentes. Henrique de Senna Fernandes, um ilustre escritor e advogado macaense, pronunciou-se sobre este assunto, afirmando que “Portugal é a minha pátria e Macau é a minha mátria”.
Há autores recentes, como Roy Eric Xavier, que defendem um conceito mais abrangente de ser macaense, definindo-o como sendo um descendente de mestiços portugueses da Ásia, com raízes na China e na Índia, nomeadamente em Goa, Macau, Hong Kong, Xangai, Cantão, Taiwan, Japão, Malásia, Singapura, Timor, etc.; e com antepassados que podiam não vir de Macau, mas que precisavam de ter na sua família alguma conexão étnica com os portugueses que estiveram na Ásia durante os últimos 500 anos. Nesta definição mais lata, ressalta-se a não obrigatoriedade dos antepassados dos macaenses de terem de ser oriundos de Macau.
Independentemente das várias definições existentes, um dos mais importantes factores (ou até mesmo o mais importante factor) na definição do ser macaense é precisamente a pessoa em questão ter a consciência de ser macaense e sentir que é um verdadeiro macaense. Outros factores subjectivos também importantes são a aceitação do indivíduo pela comunidade macaense como sendo um membro dela e a convicção sentida pelo próprio de que Macau é sempre a sua terra e casa. Miguel de Senna Fernandes, um ilustre advogado e dramaturgo macaense, afirma que ser "macaense vai muito além da ideia da naturalidade. É, na maioria dos casos, um luso-descendente, mas com forte sentido de pertença a Macau por ali ter nascido ou vivido e esta vivência é sedimentada no tempo com a comunidade". Resumindo e usando outra vez as palavras de Miguel de Senna Fernandes, "o macaense é aquele que tem Macau por referência e um sentido especial de portugalidade".
Por isso, também existem pessoas que, não sendo euroasiáticos luso-descendentes, se consideram macaenses, porque estão intimamente ligados à comunidade portuguesa enraizada em Macau, ou seja, à comunidade macaense. Nesta última categoria de macaenses incluem os portugueses europeus radicados ou nascidos em Macau (ou seja, que só têm ascendência portuguesa) e os descendentes de famílias não-portuguesas ou chinesas que se assimilaram e passaram a fazer parte da comunidade macaense. As famílias chinesas que, com o tempo, acabaram por se considerarem macaenses eram, na sua maioria, de antiga linhagem e todas elas se converteram ao Catolicismo. Estes "macaenses por adopção" acabaram também por adoptar nomes e apelidos portugueses, tais como Rosário e Rosa, e frequentaram as escolas de língua portuguesa, um local privilegiado de assimilação à cultura e língua portuguesas.
A definição de macaense é abstracta, histórica, subjectiva e de difícil conceptualização, porque esta definição é fortemente influenciada, além de factores biológicos (a ascendência), por factores de diversas dimensões: a língua, a gastronomia, a religião (católica), uma "cultura macaense própria" e referenciais históricos e territoriais específicos. Outros factores podem ser também o "nome próprio [português], um mito de linhagem comum, memórias históricas, vários elementos diferenciadores de cultura comum, ligação a uma terra natal específica e sentido de solidariedade", sobretudo em momentos de crise. Estes factores mencionados, entre outros, constituem um conjunto de indicadores de referência para a diferenciação dos macaenses em relação às outras etnias, principalmente a chinesa, que sempre foi a maioria em Macau. A identidade macaense não é estática nem restrita; ela é dinâmica, plural e evolui ao longo dos tempos, sendo objecto de várias interpretações, (re)definições e estudos.

## História
Crê-se que a comunidade macaense apareceu nos primórdios do estabelecimento português de Macau, possivelmente na segunda metade do séc. XVI, fruto do isolamento em relação a Portugal e da radicação dos portugueses em Macau. Esta comunidade desenvolveu um modo diferente e único de estar, de viver e de ser, sempre apoiado no seu "portuguesismo inquestionável" e na sua "religiosidade (católica) inabalável". A emergência desta identidade única e sincrética é resultante do isolamento dos macaenses de Portugal; da sua grande adaptabilidade a uma terra tão longínqua e de cultura tão diferente da de Portugal; da sua capacidade de sobreviver num ambiente onde, durante séculos, as autoridades chinesas, chefiadas pelos mandarins, os oprimiam e discriminavam; das inúmeras circunstâncias vividas por eles em Macau ao longo de séculos; e das diferentes culturas (portuguesa e orientais) que os moldaram.
Quanto à origem étnica dos macaenses, existem duas posições polares, sendo a primeira a mais aceite:
- Por um lado, há historiadores (como Ana Maria Amaro) que defendiam que as primeiras gerações de macaenses foram principalmente o "produto" da miscigenação entre homens portugueses e mulheres asiáticas (ex: malaia, indiana, cingalesa, japonesa.., etc.). De entre as várias etnias asiáticas, destacavam-se em primeiro as mulheres malaias ou as mestiças luso-malaias que nasceram numa Malaca governada pelos portugueses, desde 1511. Estas luso-malaias ou kristáng falavam a língua cristã (ou papiá kristáng), um crioulo de base portuguesa com fortes influências do malaio. Presentes em Macau desde os seus primórdios, a evidência histórica mostra que uma boa parte da comunidade luso-malaia ou kristáng refugiou-se para Macau quando Malaca foi conquistada pelos holandeses, em 1641. As mulheres indianas e luso-indianas, vindos da Índia portuguesa, ao acompanharem os seus maridos portugueses para Macau, assistiram também à fundação da cidade de Macau, tal como as luso-malaias. Também é importante salientar as raízes japonesas da comunidade: devido à proibição do cristianismo pelo Japão em 1614, à rebelião de Shimabara (1637-38) e à proibição do comércio português no Japão (1639), milhares de portugueses, luso-nipónicos e japoneses católicos fugiram do Japão, procuraram refúgio em Macau e, por isso, houve casamentos entre eles e os portugueses/macaenses. Nos finais do século XVIII, houve também alguns casamentos de portugueses/macaenses com católicos da Cochinchina (Vietname) que se refugiaram para Macau. Também no século XVIII verificou-se vários casamentos entre europeus não-portugueses (ex: britânicos), na sua maioria comerciantes, com mulheres macaenses. Para Ana Maria Amaro, "a acelerada miscigenação entre portugueses e chineses, em Macau, data, principalmente, dos fins do século XIX, princípios do século XX, começando a fazer-se, nomeadamente, entre os grupos sociais economicamente mais débeis". Esta tese é fundamentada pelo facto de que os chineses, sendo culturalmente diferentes, eram também "um povo fechado aos estrangeiros" e pertenciam, na maior parte dos casos, às classes sociais mais baixas de Macau. Estes chineses aqui referidos, na sua maioria pagãos, eram diferentes dos chineses católicos assimilados à comunidade macaense, também chamados de "macaenses por adopção".[13]
- Por outro lado, existem outros historiadores (como o Monsenhor Manuel Teixeira) que defendiam que as primeiras gerações de macaenses foram essencialmente o "produto" da miscigenação entre homens portugueses e mulheres chinesas.[19][21]

Apesar das divergências, há uma certeza: os macaenses nasceram quase todos em Macau, eram maioritariamente euro-asiáticos e a portugalidade permaneceu como elemento estruturante da sua identidade. No entanto, o componente asiático desta identidade sofreu variações ao longo do tempo, tornando-se predominantemente chinês a partir dos finais do século XIX.
Esta comunidade mestiça foi diversas vezes marginalizada e discriminada pelos chineses e até pelos portugueses, principalmente durante os primeiros séculos da cidade de Macau. Naquela época, os macaenses não podiam desempenhar os cargos mais importantes da administração local, tais como os cargos importantes do Leal Senado, a poderosa câmara municipal de Macau. Só nos finais do séc. XVIII é que se viu um aumento do número de macaenses a ocuparem cargos administrativos importantes e a participarem mais na vida cívica e política. No séc. XX, eles predominaram na função pública, desempenhando por vezes importantes funções na administração colonial. Mas, a maioria deles ocupavam apenas cargos administrativos intermédios. Assim, os macaenses tornaram-se num importante grupo apoiante da administração portuguesa de Macau, visto que eles tinham conhecimento da vida sócio-cultural, principalmente a da comunidade chinesa, e dominavam bem o português e o cantonês (o dialecto chinês mais falado na cidade). Além da função pública, eles desempenharam também profissões relacionadas com o Direito e o ensino português local. Durante este período, os portugueses europeus e os macaenses tornaram-se num grupo privilegiado e tinham mais facilidades em procurar emprego na Função Pública. Mas, após a transferência de soberania de Macau para a República Popular da China (1999), este privilégio acabou-se.
As famílias macaenses, sobretudo as que não tinham ascendência chinesa, começaram a desaparecer de Macau devido à emigração, sobretudo a partir do século XIX, fruto da ascensão de Hong Kong e Xangai como os principais portos marítimos da China. Desde a fundação de Hong Kong pelos britânicos em 1841, Macau sofreu um acentuado declínio em termos económicos e de importância estratégica. Não é de espantar que muitos macaenses, sobretudo aqueles que estavam ligados ao comércio, acabaram por emigrar para Hong Kong, Xangai, Singapura e outras cidades da China continental e do Extremo Oriente. As comunidades macaenses de Hong Kong e de Xangai foram particularmente importantes e numerosas no contexto da diáspora macaense. Nos primórdios de Hong Kong, no século XIX, vários macaenses (ou "portugueses de Hong Kong") desempenharam importantes funções em certas empresas comerciais e até na administração colonial britânica, de entre os quais se destacavam os irmãos Almada e Castro no Colonial Secretariat - Leonardo d'Almada e Castro chegou ao importante cargo de Clerk of Councils e First Clerk in the office of the Colonial Secretary em 1847. Alguns macaenses chegaram também a criar em Hong Kong as suas próprias empresas, tais como casas comerciais e tipografias. Devido à pujança da comunidade, surgiram várias associações sócio-culturais e de assistência mútua, de entre as quais se destacava o Lusitano Club de Hong Kong. Este clube centenário, que ainda continua activo, foi fundado em 1865/1866 e os seus sócios, nomeadamente Arnaldo de Oliveira Sales, tiveram uma certa influência na administração colonial e no mundo empresarial até finais do século XX.
Porém, devido à Segunda Guerra Mundial (1939-1945), um número significativo de macaenses de Hong Kong e de Xangai refugiaram-se sobretudo para Macau, que era então uma colónia de Portugal, país que permaneceu neutro no conflito mundial. Alguns estudos apontam que, naqueles anos de guerra, a população portuguesa/macaense de Macau rondava as 30 a 50 mil pessoas. Porém, com o fim da guerra, a maioria destes refugiados retornaram a Hong Kong, que era uma sociedade com mais oportunidades de emprego e com uma economia mais desenvolvida. Aqueles que optaram por ficar ofereceram a Macau valiosas qualificações técnicas, comerciais e linguísticas, já que dominavam bem as línguas inglesa e chinesa (muitos dominavam também o português). Com a implantação da República Popular da China (1949), a presença macaense em Xangai, já muito afectada pela Segunda Guerra Mundial, desapareceu por completo. Os macaenses que ainda viviam naquela altura em Xangai emigraram (ou refugiaram-se) para Macau, Hong Kong ou directamente para outros países, sobretudo para os Estados Unidos e o Canadá. Em 1952, o consulado português em Xangai deixou de funcionar. Segundo Forjaz (Famílias Macaenses, 1996), Ella Maria da Graça e sua mãe foram as últimas macaenses (ou "portugueses de Xangai") a abandonarem Xangai, em 1961, emigrando para Hong Kong, tal como muitos dos seus conterrâneos fizeram uma década antes. Também devido aos medos suscitados pela implantação da República Popular da China e ao desejo de melhores condições de vida, um número considerável de macaenses residentes em Macau e em Hong Kong, incluindo também macaenses oriundos de Xangai, começaram a emigrar em massa para os Estados Unidos, Canadá, Austrália, Portugal e Brasil. Um outro motivo de emigração para alguns macaenses de Macau foi evitar o serviço militar na Guerra Colonial Portuguesa (1961-1974).
Sobretudo desde o século XIX até 1975, o crescimento (ou manutenção) da comunidade macaense de Macau se deveu parcialmente aos casamentos entre militares portugueses e mulheres chinesas ou macaenses. Estes casamentos foram possíveis, porque estes militares, oriundos de Portugal, preferiram estabelecer-se em Macau, depois de terminarem o seu serviço militar obrigatório. Porém, a situação mudou drasticamente com a desmilitarização de Macau, em 1975, originando uma diminuição da chegada de portugueses a Macau. Por isso, actualmente, são poucos os macaenses que continuam a ter pais de etnia (ou raça) portuguesa e que ainda apresentam uma percentagem de sangue português relevante e significativa.
Até à decada de 80, a maioria dos macaenses não receberam nenhuma educação formal em língua chinesa e, por isso, falavam bem cantonês, mas não sabiam ler ou escrever chinês. Até lá, grande parte deles aprenderam a falar cantonês das suas mães ou amahs (empregadas domésticas) chinesas. Notáveis excepções a este panorama foram Pedro Nolasco da Silva (1842-1912) e Luís Gonzaga Gomes (1907-1976), entre outros.
Um número considerável de portugueses europeus e de macaenses deixaram Macau antes ou logo após a tranferência de soberania de Macau para a República Popular da China (20 de Dezembro de 1999), aumentando assim a diáspora macaense já existente. Os macaenses da diáspora criaram várias associações sócio-culturais para fomentar o convívio entre eles e para preservar a identidade macaense, com particular destaque para a União Macaense Americana (Hillsborough, Califórnia), a Casa de Macau em Portugal (Lisboa), a Casa de Macau de São Paulo (Brasil), a Casa de Macau do Rio de Janeiro (Brasil), a Casa de Macau Inc. Australia (Sydney), o Club Lusitano de Hong Kong, o Lusitano Club of California (São Francisco), a Casa de Macau USA (Inc.) (São Francisco), a Casa de Macau no Canadá (Toronto), o Macao Club (Toronto), o Club Amigu di Macau (Toronto), o Macau Cultural Association of Western Canada (Vancouver) e a Casa de Macau Vancouver (Canadá).

## Demografia
Em 2006, estimou-se que existe somente em Macau cerca de 5000 ou 6000 a 8000 macaenses, sendo a comunidade macaense considerada por isso minoritária na sua própria terra de origem (cerca de 1% da população total de Macau). Esta percentagem foi estimada baseado no facto de que, em 2006 e numa população total residente de 502 113 pessoas, apenas 0,8% da população residente tinha ascendência portuguesa e chinesa e 0,1% tinha ascendência chinesa, portuguesa e outra. Nestes dois grupos estão incluídos a maioria dos macaenses. Como a definição do ser macaense não se baseia apenas em factores raciais (ascendência), mas também em factores culturais muito marcados pela portugalidade e pela pertença a Macau, existem por isso uma minoria significativa de pessoas com ascendência somente portuguesa (0,6%) e portuguesa e outra (0,1%) que se consideram macaenses. Analisando a relação entre a nacionalidade e a ascendência (quadro 6 dos Intercensos 2006), podemos constatar que uma minoria daqueles que tinham ascendência chinesa e não-portuguesa e outra eram de nacionalidade portuguesa (respectivamente 250 e 137 pessoas). Podemos pois especular que alguns destes nacionais portugueses se consideram também macaenses. Por último, também existem alguns macaenses que têm somente ascendência chinesa, mas são irrelevantes em termos percentuais, porque quase todos aqueles que têm ascendência chinesa em Macau (92,4%) consideram-se chineses. Por isso, em 2006, apenas 1,7% da população total eram de nacionalidade portuguesa, contando naturalmente com os portugueses europeus residentes em Macau. Estima-se que estes portugueses europeus sejam por volta de 0,3% (percentagem de residentes nascidos em Portugal) a 0,6% (percentagem de residentes somente com ascendência portuguesa) da população total, ou seja, por volta de 1500 a 3000 pessoas.
Actualmente, estima-se que o número de macaenses no estrangeiro seja, no mínimo, de 10 a 30 mil. Os números elevam-se consoante as estimativas e estudos utilizados: em 2012, um estudo-inquérito norte-americano estimou em 155 mil o número de macaenses espalhados pelo mundo. As maiores comunidades desta diáspora localizam-se em Portugal (5000), nos Estados Unidos, sobretudo na Califórnia (mais de 10 mil), no Canadá (só em Toronto há mais de 5000), no Brasil (1000 ou mais de 1200),[ligação inativa][ligação inativa] na Austrália, no Reino Unido e em Hong Kong (cerca de 1000).

## Cultura, culinária e língua

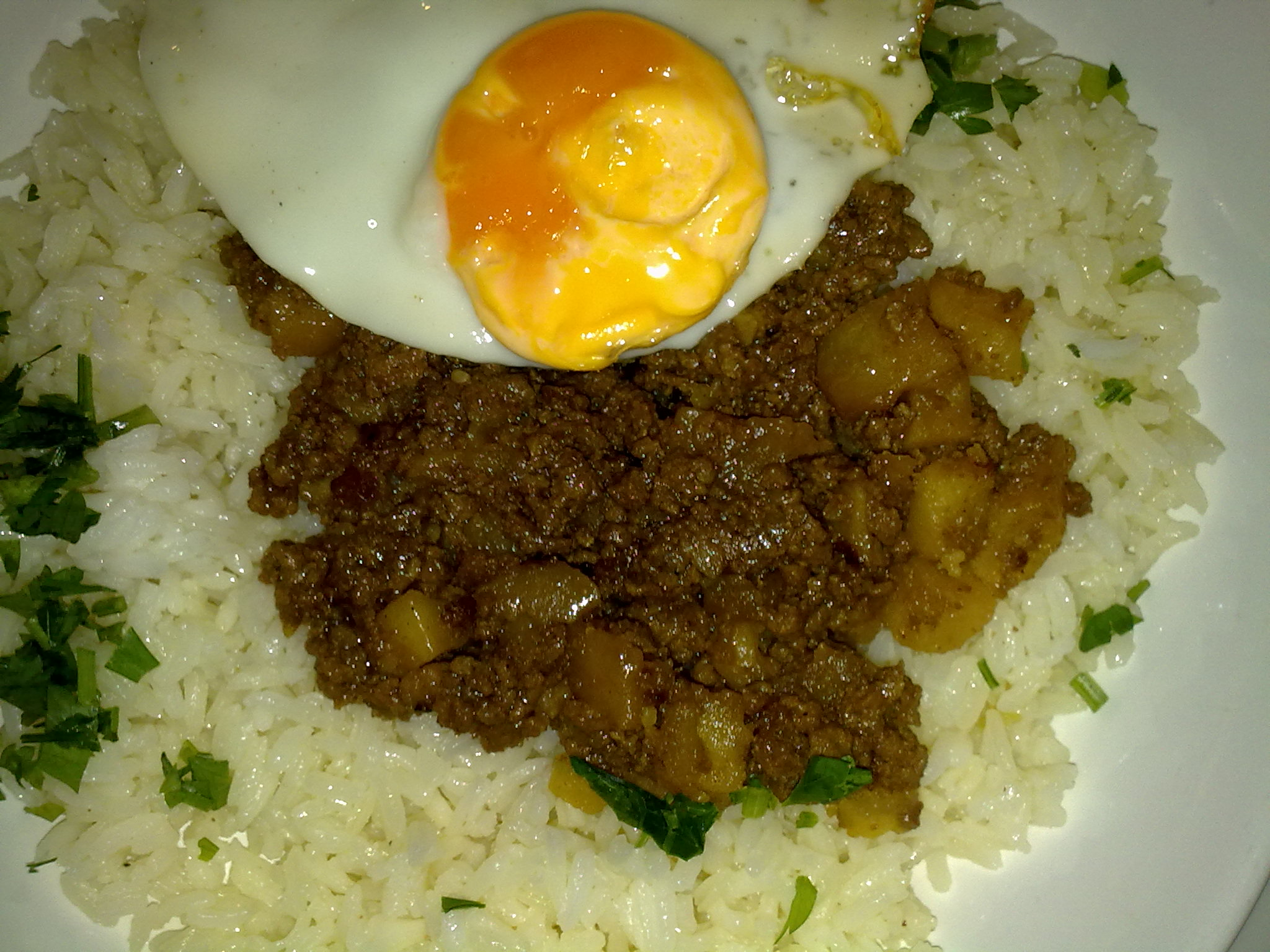
Min Chi.

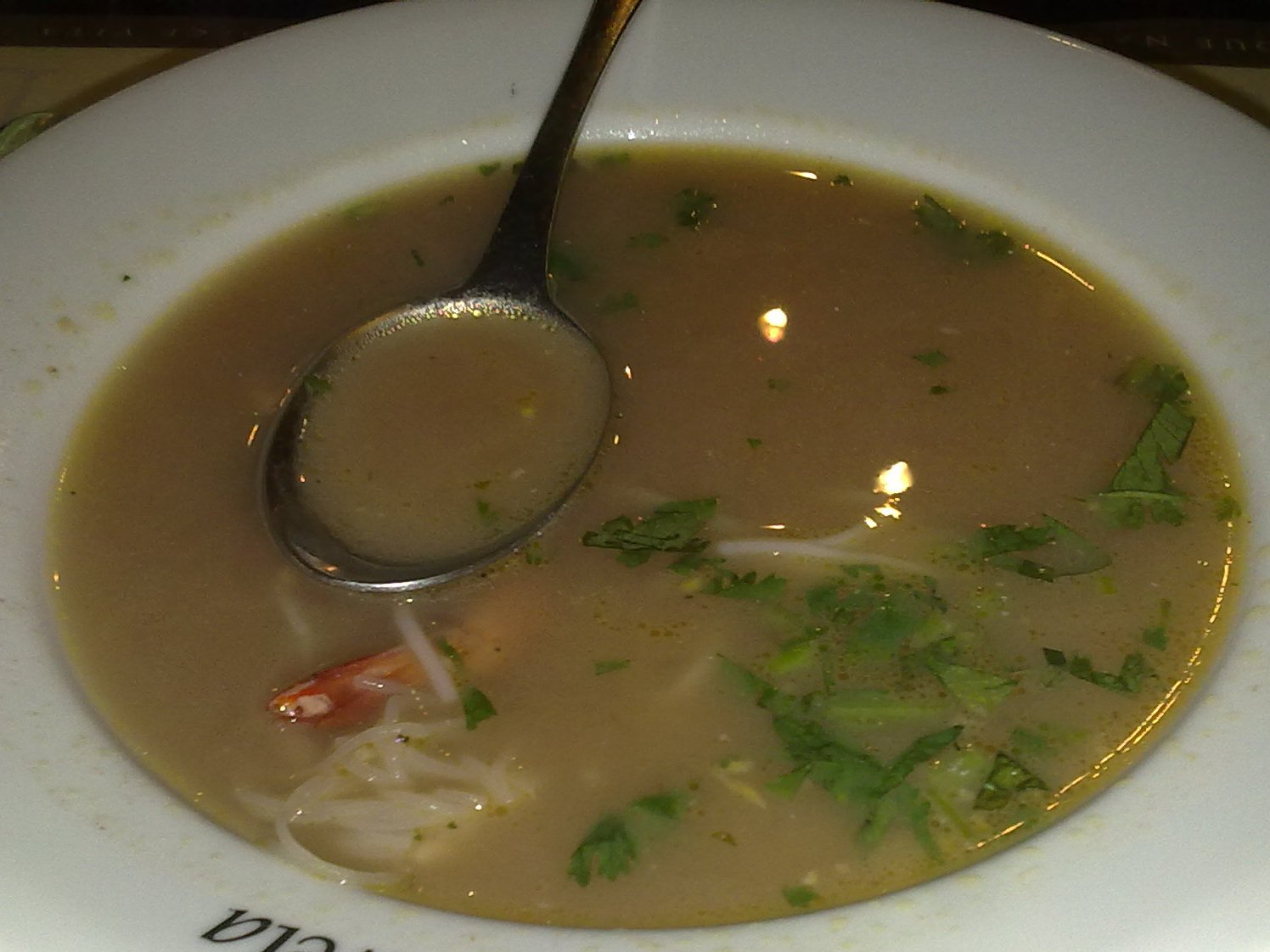
Sopa de lacassá.

A cultura dos macaenses é muito rica e única no Mundo porque resultou da simbiose, intercâmbio e coexistência de culturas ocidentais (principalmente a portuguesa) e orientais (principalmente a chinesa, mas também a malaia, a indiana, a cingalesa...). Esta mistura de culturas revela-se também na culinária dos macaenses. Esta culinária única do Mundo nasceu quando as esposas orientais dos portugueses tentavam fazer comidas portuguesas com os ingredientes locais (principalmente os de origem chinesa), mas também com vários ingredientes oriundos de lugares (como por exemplo Malaca, Índia e Moçambique) visitados pelos portugueses na altura dos Descobrimentos. Evidentemente, as tradições culinárias destas esposas influiram nestas comidas, originando a culinária macaense, considerada por muitos como uma genuína gastronomia de fusão. Sopa de lacassá e porco afumado, "Min Chi" (carne picada), balichão, "Tacho" (ensopado de carne e legumes), arroz gordo, cabidela de pato, camarões grandes recheados, inhame chau-chau com lap-yôck, chetnim de bacalhau, galinha assada, caldo de raiz de lótus e caril de galinha são algumas das comidas macaenses populares.
Os Macaenses têm o seu próprio dialecto, o patuá macaense, que é um crioulo formado no séc. XVI baseado no português, com influências do malaio (nomeadamente do Papiá Kristang), do cantonês, do indiano e de muitas outras línguas orientais. Este crioulo está em via de extinção, com cada vez menos macaenses que dominam este crioulo. Actualmente muitos macaenses falam só o cantonense e o português. Em Macau, existem várias instituições culturais e um grupo de macaenses que querem salvar este crioulo, um dialecto único de Macau e um dos melhores símbolos representativos da identidade única dos macaenses.

## Situação pós-1999
Após Macau tornar-se numa região administrativa especial da China (20 de Dezembro de 1999), os interesses e direitos dos macaenses, dos portugueses e de todos os residentes de ascendência portuguesa passaram a estar expressamente protegidos pela Lei Básica de Macau:
[...] São residentes permanentes da Região Administrativa Especial de Macau: [...] 3) Os portugueses nascidos em Macau que aí tenham o seu domicílio permanente antes ou depois do estabelecimento da Região Administrativa Especial de Macau; [...] 4) Os portugueses que tenham residido habitualmente em Macau pelo menos sete anos consecutivos, antes ou depois do estabelecimento da Região Administrativa Especial de Macau, e aí tenham o seu domicílio permanente [...]— Artigo 24.º da Lei Básica
Os residentes de Macau são iguais perante a lei, sem discriminação em razão de nacionalidade, ascendência, raça, sexo, língua, religião, convicções políticas ou ideológicas, instrução e situação económica ou condição social.— Artigo 25.º da Lei Básica
Os interesses dos residentes de ascendência portuguesa em Macau são protegidos, nos termos da lei, pela Região Administrativa Especial de Macau. Os seus costumes e tradições culturais devem ser respeitados.— Artigo 42.º da Lei Básica
A Região Administrativa Especial de Macau pode nomear portugueses e outros estrangeiros de entre os funcionários e agentes públicos que tenham anteriormente trabalhado em Macau, ou que sejam portadores do Bilhete de Identidade de Residente Permanente da Região Administrativa Especial de Macau, para desempenhar funções públicas a diferentes níveis, exceptuando as previstas nesta Lei. Os respectivos serviços públicos da Região Administrativa Especial de Macau podem ainda contratar portugueses e outros estrangeiros para servirem como consultores ou em funções técnicas especializadas. Os indivíduos acima referidos são admitidos apenas a título pessoal e respondem perante a Região Administrativa Especial de Macau.— Artigo 99.º da Lei Básica
Apesar da protecção legal, um preocupante desafio instalou-se dentro desta pequena comunidade: um número crescente de macaenses perderam parte ou quase toda a sua herança portuguesa. Um importante factor contribuinte pode ser o seu abandono do sistema educacional português, um importante meio de socialização e transmissão da língua e cultura portuguesas, e a sua consequente opção por uma educação baseada em cantonês, mandarim ou inglês. Estas línguas têm uma maior utilização quotidiana e impacto em Macau do que o português, que é cada vez menos utilizado, apesar de ser uma das línguas oficiais de Macau. Os macaenses que foram inseridos no sistema educacional chinês apresentam uma maior tendência em serem assimilados pela cultura chinesa, ao ponto de alguns se afirmarem que são chineses.
Um outro factor contribuinte pode centrar-se no facto de que muitos dos filhos resultantes do casamento entre mulheres macaenses e homens chineses, vulgarizado a partir da década de 70, perderam grande parte do seu património cultural português, porque as referências culturais são normalmente transmitidas no Oriente pelo pai, que neste caso é chinês e geralmente estranho à cultura portuguesa. Logo, uma boa parte destes novos macaenses desconhecem a língua portuguesa, sendo o cantonês o veículo de comunicação privilegiado na família.
Este novo paradigma, particularmente temido por alguns macaenses mais cientes da sua herança portuguesa, se não for atempadamente revertido ou minorado, pode acabar por impôr uma reinvenção, nova definição ou até desaparecimento da identidade macaense, enquanto ser luso-oriental com características únicas, forjadas pelo longo intercâmbio entre o Ocidente e o Oriente ocorrido em Macau.
Para contrariar este desafio, surgiu nos últimos anos uma nova estratégia levada a cabo por várias instituições e associações macaenses, com o objectivo de salvaguardar a identidade macaense. Esta estratégia centra-se na recuperação, reconstrução, delimitação, institucionalização e sistematização de diversos elementos etno-culturais distintivos que podem marcar a diferença entre o ser macaense e o ser chinês. É o caso, por exemplo, da recuperação e promoção do patuá macaense, da divulgação da gastronomia macaense, do incentivo à investigação e publicação científicas acerca da identidade e comunidade macaenses, ou ainda da realização de diversos eventos de carácter religioso, histórico e/ou cultural que pretendem reunir, reavivar e/ou exprimir um ou mais destes elementos distintivos. Actualmente, existem também tentativas de projectar os macaenses como interlocutores privilegiados com o mundo lusófono, tornando-se assim num elemento estratégico para Macau, que quer ser a ponte de ligação entre a China e o mundo lusófono.
Um importante evento que pretende reavivar a comunidade e reunir os macaenses de Macau e da diáspora é o Encontro das Comunidades Macaenses, que decorreu em Macau nos anos de 1993, 1996, 1999, 2001, 2004, 2007, 2010 e 2013. Este evento trianual, apoiado pelo Governo de Macau, é organizado por várias associações de matriz macaense e portuguesa de Macau e da diáspora macaense, nomeadamente a Associação Promotora da Instrução dos Macaenses (APIM). Nestes encontros, os participantes puderam revisitar Macau, debater medidas para a preservação da identidade e cultura macaenses, partilhar memórias e conviver com velhos amigos que vivem em diferentes partes do mundo.

## Macaenses proeminentes e ilustres
Segue-se uma lista (incompleta) de alguns macaenses proeminentes e ilustres do passado e do presente:

### Falecidos

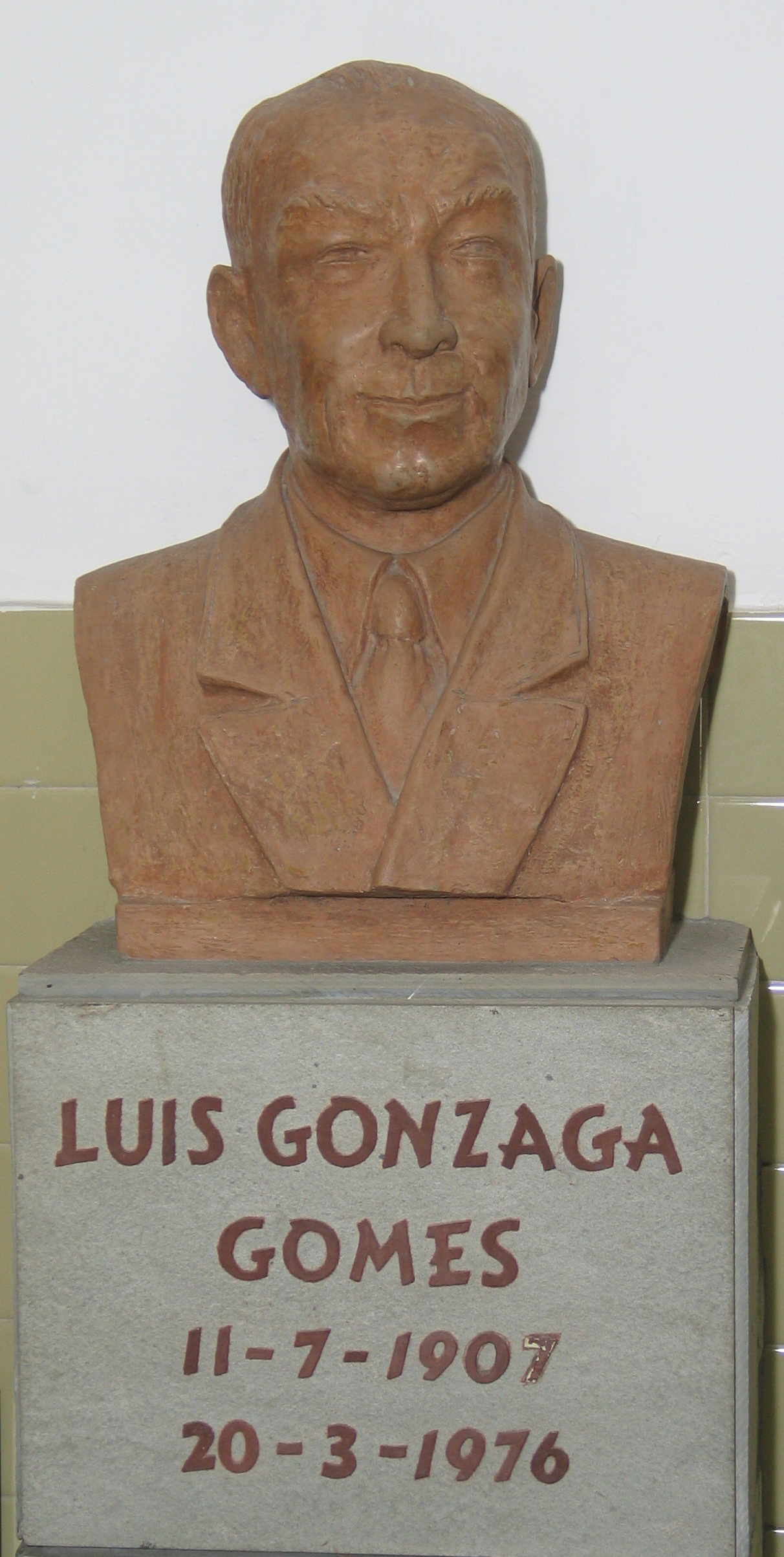
Luís Gonzaga Gomes, um ilustre sinólogo e escritor macaense do séc. XX.

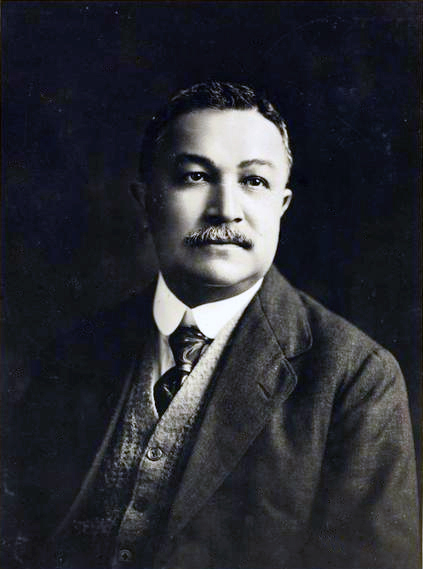
José Pedro Braga, um ilustre macaense de Hong Kong.

- Carlos Augusto Corrêa Paes d’Assumpção (1929-1992) - advogado, ex-presidente da Associação Académica de Coimbra, ex-presidente da Assembleia Legislativa de Macau e membro da Comissão de Redacção da Lei Básica.
- Henrique Rodrigues de Senna Fernandes (1923-2010) - escritor, advogado e professor.[16]
- Vicente Nicolau de Mesquita (1818-1880) - um famoso coronel que, liderando apenas 32 soldados, conseguiu vencer a Batalha do Passaleão, derrotando, perto das Portas do Cerco, cerca de 500 soldados chineses entrincheirados no forte de Passaleão.
- Pedro José Lobo (1892 - 1965) - empresário, político, filantropo, dinamizador cultural, fundador do Círculo Cultural de Macau e membro destacado da elite macaense da década de 50 do século XX; participou activamente nas negociações que acabou com o Incidente das Portas do Cerco, decorrido em 1952.
- Pedro Nolasco da Silva (1842-1912) - foi professor, intérprete-tradutor, presidente do Leal Senado, fundador e presidente da Associação Promotora da Instrução dos Macaenses (em 1871), director-fundador da Escola Comercial, chefe do Expediente Sínico e provedor da Santa Casa da Misericórdia.[31]
- Deolinda do Carmo Salvado da Conceição (1913-1957) - jornalista e escritora.
- José dos Santos Ferreira (1919-1993) - dirigente associativo, dinamizador cultural e poeta que utilizou o patuá macaense para a elaboração das suas obras literárias.
- Clementina Ângela de Melo Leitão Ho (1923-2004) - filha de uma das mais importantes famílias macaenses da primeira metade do século XX e mulher de Stanley Ho, o famoso empresário chinês do sector dos casinos.[32][33]
- Luís Gonzaga Gomes (1907-1976) - sinólogo, músico, professor, tradutor, escritor e animador cultural, que se destacou pela sua contribuição para o intercâmbio luso-chinês em Macau.
- Sir Rogério Hyndman Lobo (1923-2015) - filantropo, empresário e ex-membro do Conselho Urbano de Hong Kong (1965-1978), do Conselho Executivo de Hong Kong (1967-1985) e do Conselho Legislativo de Hong Kong (1972-1985); nascido em Macau, era filho de Pedro José Lobo.[34]
- Leonel Zilhão Ayres da Silva Barros (1924-2011) - escritor, pintor, desenhador, músico e famoso contador de histórias.
- Delfino José Rodrigues Ribeiro (1930-2012) - advogado, inspector-adjunto da Polícia Judiciária de Macau, notário público, dirigente associativo, político e deputado à Assembleia Nacional (1969-1974) e à Assembleia Legislativa de Macau por sufrágio indirecto (1980-1984).[35]
- José Pedro Braga (1871-1944) - gerente do Hong Kong Telegraph (1902-1910), presidente da China Light and Power Company (1934-1938), membro do Sanitary Board (1927-1930), o primeiro membro português do Conselho Legislativo de Hong Kong (1929-1937) e autor do livro "The Portuguese in Hong Kong and China".
- José Martins Achiam (1944-2008) - desportista e dirigente desportivo, introdutor do Karate Seigokan em Macau (1967), fundador e líder da Federação de Karaté de Macau (AKM) até à sua morte e por isso mesmo, justamente  considerado o "Pai do Karaté" de Macau. Eleito Secretário-Geral da Federação de Karaté da Ásia (AKF). Eleito para o Comité do Desporto de Macau. Personalidade influente e ímpar na vida desportiva macaense.
- Arnaldo de Oliveira Sales (1920-2020) - empresário, ex-presidente e co-fundador do Comité Olímpico de Hong Kong, ex-presidente da Federação dos Jogos da Commonwealth, ex-presidente do Conselho Urbano de Hong Kong e ex-presidente do Club Lusitano de Hong Kong.[36][37]
- José Manuel de Oliveira Rodrigues (1952-2023) - ex-deputado à Assembleia Legislativa de Macau (1991-1992; 1996-2005) e ex-presidente da Associação Promotora da Instrução dos Macaenses (1988-2016).[38]
- Reinaldo Maria Cordeiro (1924-2023), vulgarmente chamado por Uncle Ray ou Ray Cordeiro - famoso radialista de Hong Kong.[39]

### Vivos

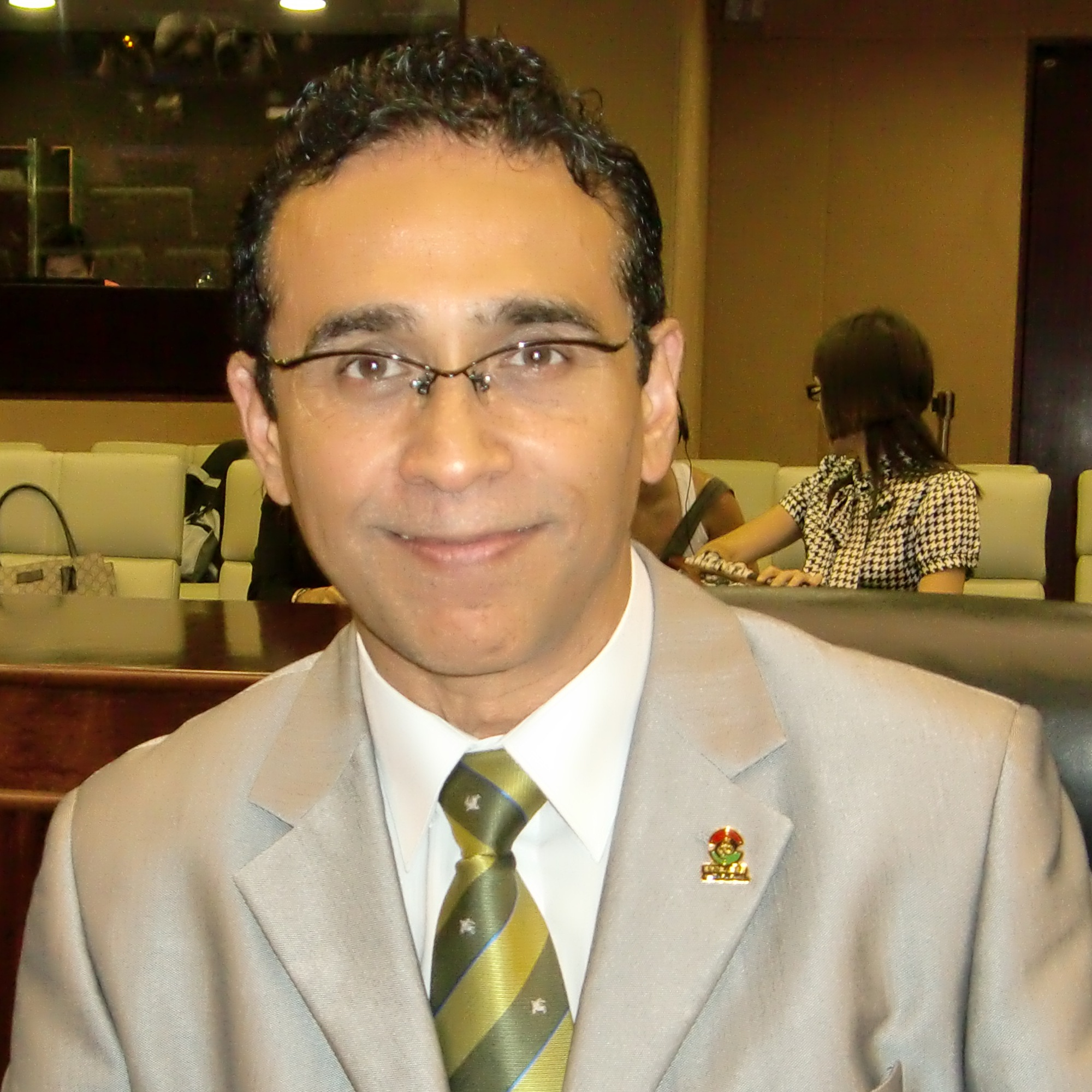
José Maria Pereira Coutinho, em 2009.

#### Associativismo, política, educação e negócios
- Fernando Cardoso Gomes (1962-) - médico, presidente do Conselho Permanente do Conselho das Comunidades Portuguesas, eleito em 2008, assumindo as funções até Abril de 2016. Fundador da Associação dos Médicos dos Serviços de Saúde de Macau (A.M.S.S.M.) no ano de 2007, assumindo a Presidência de Direcção desde 2015 até o presente. Condecorado com a Comenda da Ordem de Mérito, pelo Presidente da República Prof. Cavaco e Silva em 2013.

- Leonel Alberto Alves (1957- ) - advogado e político, sendo actualmente membro do Conselho Executivo de Macau, deputado à Assembleia Legislativa de Macau eleito por sufrágio indirecto (sector dos interesses profissionais) e delegado na Conferência Consultiva Política do Povo Chinês da República Popular da China.
- José Maria Pereira Coutinho (1957- ) - actual presidente da Associação dos Trabalhadores da Função Pública de Macau, conselheiro em Macau do Conselho das Comunidades Portuguesas e deputado à Assembleia Legislativa de Macau eleito por sufrágio directo.
- Anabela Fátima Xavier Sales Ritchie (1949- ) - ex-deputada (1976-1999) e ex-presidente (1992-1999) da Assembleia Legislativa de Macau.
- Jorge Alberto da Conceição Hagedorn Rangel (1943- ) - professor, ex-deputado à Assembleia Legislativa de Macau (1976-1980), membro da Comissão de Redacção da Lei Básica, ex-Secretário-Adjunto para a Administração, Educação e Juventude (1991-1999) e actual presidente da Direcção do Instituto Internacional de Macau.
- José Luís Sales Marques (1955- ) - ex-presidente do Leal Senado e actual Presidente do Instituto de Estudos Europeus de Macau.
- Florinda da Rosa Silva Chan (1954- ) - funcionária pública; ex-Secretária para a Administração e Justiça do Governo da RAEM (1999-2014).
- Raimundo Arrais do Rosário (1956- ) - engenheiro civil; funcionário público e ex-director dos Serviços de Solos, Obras Públicas e Transportes (1987-1990); ex-deputado nomeado à Assembleia Legislativa de Macau (1992-1999); ex-chefe da Delegação Económica e Comercial de Macau, em Lisboa (1999-2014); ex-chefe da Delegação Económica e Comercial de Macau, junto da União Europeia, em Bruxelas (1999-2014); ex-chefe da Delegação Económica e Comercial de Macau, junto da Organização Mundial do Comércio (1999-2014); e Secretário para os Transportes e Obras Públicas do Governo da RAEM (2014- ).[40][41]
- Maria Edith da Silva (1943- ) - professora, ex-directora da Direcção dos Serviços de Educação de Macau (1989-1997) e ex-directora da Escola Portuguesa de Macau.[42]
- Roberto Carneiro (1947- ) - professor universitário e político nascido em Portugal, mas com pais macaenses; desempenhou cargos políticos importantes no Governo português durante a década de 80 e 90 (ex: Secretário de Estado da Educação do VI Governo, Secretário de Estado da Administração Regional e Local do VIII Governo e Ministro da Educação do XI Governo); foi também presidente do Conselho de Administração da Fundação Escola Portuguesa de Macau (1998-2004).

#### Artes, desporto e religião
- Augusto Francisco Rocha (1935- ) - jogador de futebol da Académica (1956-1971) e da selecção portuguesa de futebol (1958-1963).
- Carlos Alberto dos Santos Marreiros (1957- ) - arquitecto, urbanista, artista plástico, professor universitário e dirigente cultural.
- António Maria da Conceição Júnior (1951- ) - dirigente cultural, pintor, ilustrador, fotógrafo, director de arte e designer gráfico, de interiores, de exposições e moda; é filho de Deolinda do Carmo Salvado da Conceição.[43]
- John Rocha (1953- ) - designer de moda macaense nascido em Hong Kong e radicado actualmente no Reino Unido.
- Eva de Noronha Vital (1992- ) - atleta nascida em Macau, radicada actualmente em Portugal;
- Paula Cristina Pereira Carion (1982- ) - karateca que venceu a medalha de bronze na categoria +68 kg de karaté nos Jogos Asiáticos de 2006 e de 2010.[44][45]

#### Entretenimento
- Michele Monique Reis (em chinês: 李嘉欣) (1970- ) - actriz de Hong Kong, Miss Hong Kong e Miss Chinese International do ano de 1988.
- Cerina Filomena da Graça (em chinês: 嘉碧儀) (1979- ) - actriz de Hong Kong e uma das finalistas do concurso para a eleição da Miss Hong Kong do ano de 2002.
- Luisa Isabella Nolasco da Silva ou Isabella Leong Lok-Sze (em chinês: 梁洛施) (1988- ) - actriz e cantora de Hong Kong e mãe dos filhos de Richard Li Tzar Kai, filho do famoso empresário chinês Li Ka-shing.
- José Maria Rodrigues Júnior, vulgarmente chamado por Joe Junior (em chinês: 祖•尊尼亞) (1947- ) - cantor e actor de Hong Kong.
- Maria Cordero (em chinês: 瑪俐亞) (1954- ) - actriz, cantora e chef de Hong Kong.
- Ana Kuan Barroso (1988- ) -  modelo e uma das finalistas do concurso Miss Macau, em 2008, tendo ganhado o segundo lugar.[46][47]

### Macaenses não-euroasiáticos ou de ascendência não-portuguesa
Apesar de não serem mestiços euroasiáticos ou não serem de ascendência portuguesa, consideram-se macaenses e a comunidade macaense os aceitou como tal:
- Joaquim Morais Alves (1924-2003) - secretário-geral da Sociedade de Turismo e Diversões de Macau (STDM), presidente do Leal Senado, presidente da Associação Promotora da Instrução dos Macaenses, deputado à Assembleia Legislativa de Macau e fundador da Companhia de Electricidade de Macau (CEM); português nascido em Vila Real, mas radicado em Macau; era conhecido vulgarmente como "Macaense de Trás-os-Montes".[48][49]
- José Silveira Machado (1918-2007) - professor, escritor e co-fundador e jornalista do semanário católico O Clarim; português nascido nos Açores, mas radicado em Macau; era conhecido vulgarmente como "o Professor" e como "Macaense dos Açores".[50]